# Neokastra
Neokastra (en griego: Νεόκαστρα, "nueva fortaleza", formalmente θέμα Νεοκάστρων; en fuentes latinas Neocastri o Neochastron) fue una provincia bizantina (tema) de los siglos XII-XIII en del norte de Asia Menor occidental (actual Turquía).
Su origen y la extensión son inciertos. Según Nicetas Choniates, el tema fue fundado por Manuel I Comneno (r. 1143–1180) entre 1162 y 1173. Manuel I tomo la región alrededor de tres ciudades —Chliara (Kırkağaç), Pérgamo y Adramyttion— de manos de grupos turcos que asolaban la región. Reconstruyó y fortificó las ciudades y estableció fuertes en la campiña, organizándo la región como una provincia separada bajo un gobernador con rango de harmostes ("supervisor") según Choniates, aunque el título real probablemente haya sido doux. La bula de oro de 1198 ante los venecianos, por otro lado, menciona Adramyttion como separada de Neokastra, y la Partitio Romaniae de 1204 menciona la provincia de Neokastra como separada de las tres ciudades. La bizantinista Helene Ahrweiler interpretó la evidencia como sugerencia de que Neokastra había pasado de abarcar originalmente las tres ciudades, para ver escindida en 1198 Adramyttion como distrito separado y que la separación entre las ciudades y la provincia evidenciada en la Partitio era el resultado de un error del copista.
El tema sobrevivió a la destrucción del Imperio bizantino por la Cuarta Cruzada, y quedó en manos del Imperio de Nicea, donde  constituía junto con el tema tracesiano al sur, el principal núcleo provincial. Las fronteras de la provincia nicea eran diferente, aun así: Adramyttion fue perdida frente al nuevo Imperio latino y Pérgamon abandonada y en ruinas. La crónica de Jorge Acropolita, refleja la nueva situación, mencionando Neokastra aparte de Chliara y Pérgamo, y notando el pueblo de Kalamos (Gelembe) como el extremo norte del tema, en la frontera entre Nicea y el Imperio Latino. Basándose en la crónica de Acropolita, Ruth Macrides sugirió una lectura alternativa de Choniates que situaría al territorio original de Neokastra inmediatamente al este de las tres ciudades. Ahrweiler también sugirió que la provincia de Nivera se extendía al sur hasta Magnesia o Sardes, pero no hay más que conjeturas. Solo se conocen unos pocos gobernadores del tema: Manuel Kalampakes ca. 1284, un tal Libadarios, implicado en el levantamiento de Alejo Filantropeno en 1296, y el parakoimomenos Constantino Ducas Nestongos, activo en 1303/4 y a quien Ahrweiler identifica como el último doux. La región cayó poco después en manos de los beylicatos de Karasi y Saruhan.